# Tragoscelis servilis
Tragoscelis servilis es una especie de coleóptero de la familia Endomychidae.

## Distribución geográfica
Habita en Borneo (Asia).